# Komórki Leydiga
Komórki Leydiga, komórki śródmiąższowe Leydiga – komórki występujące w gonadach męskich (jądrach), pełniące funkcje odżywcze i wytwarzające androgeny. Rozsiane są w niewielkich grupach w przestrzeni śródmiąższowej gonad (ich zbiór nazywany jest gruczołem śródmiąższowym jądra). Mają typowe cechy komórek steroidogennych, zawierają specyficzne tylko dla nich białkowe kryształki Reinkego. Produkują i wydzielają główny męski hormon płciowy – testosteron.
Pozostając pod kontrolą lutropiny, produkują i wydzielają testosteron oraz reninę, która poprzez angiotensynę osocza reguluje zwrotnie syntezę testosteronu.